# OGR 7

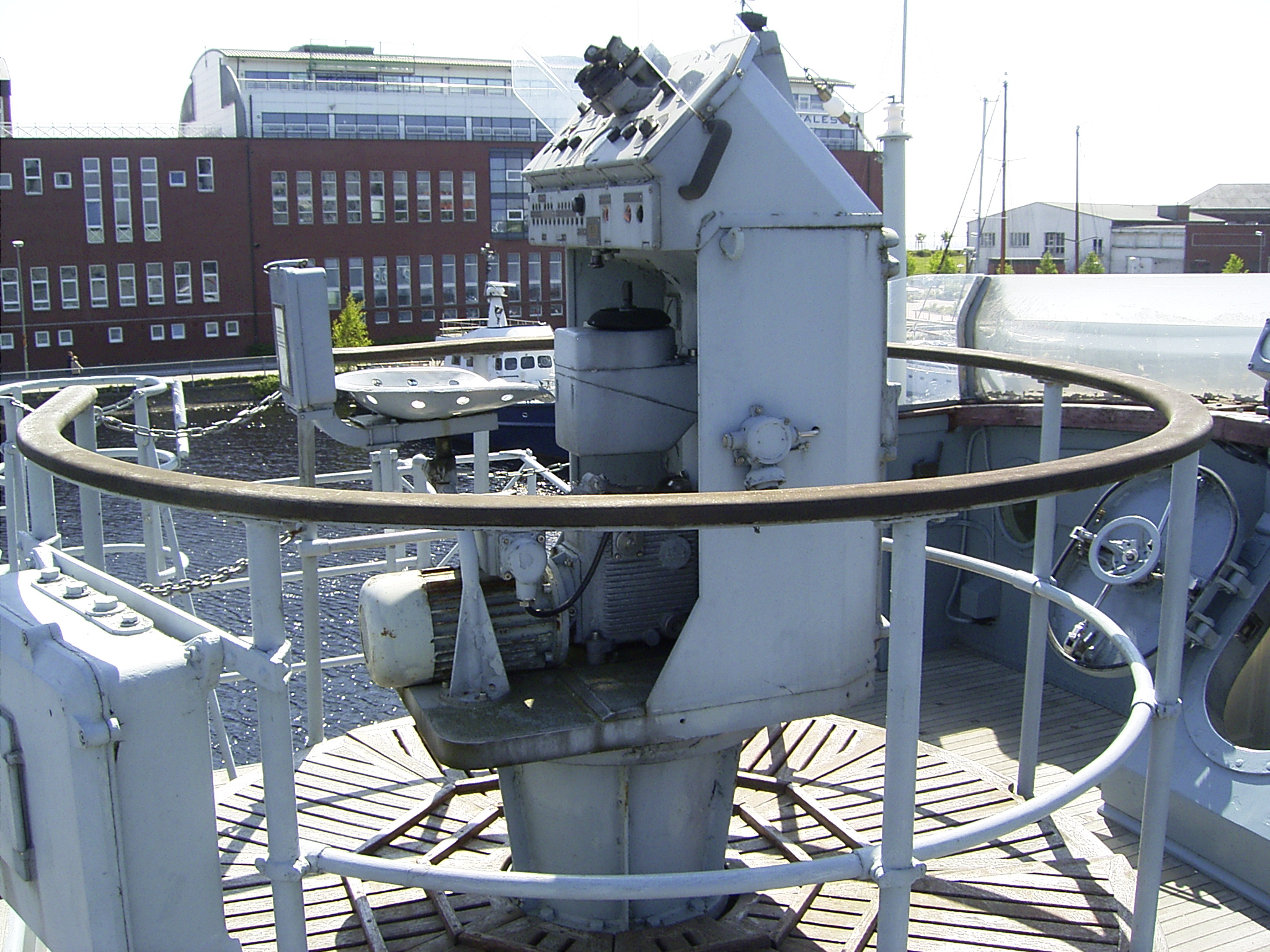
Artillerierichtsäule eines Minensuchbootes

Die OGR 7 ist eine optische Artilleriezielsäule des italienischen Herstellers Officine Galileo zur zentralen Steuerung von Schiffsgeschützen. Sie fand auf Booten der Deutschen Bundesmarine vorwiegend für 40-mm-Waffen Verwendung.

## Verwendung
Die OGR 7 war auf allen Booten, die 40-mm-Waffen trugen, eingebaut, außer auf der Schnellboot-Klasse 148. Bei der Schnellboot-Klasse 143 fand sie in modifizierter Form mit Kuppel, also geschlossen, für die 76 mm Oto Melara Verwendung. Ferner war sie auf Hilfsschiffen wie Versorgern, Schleppern etc. teilweise offen, teilweise mobmäßig (einkokoniert) eingebaut. Mit der OGR 7 konnten eine oder zwei Waffen gleichzeitig gegen See- und Luftziele eingesetzt werden. Da die 40-mm-Rohrwaffen fast komplett aus der deutschen Marine verschwunden sind, findet auch die OGR 7 hier keine Verwendung mehr.
Ein Exemplar kann heute noch auf dem Minensucher Weilheim im Deutschen Marinemuseum in Wilhelmshaven besichtigt werden.

## Bedienung
Die OGR 7 hatte einen hydraulischen Antrieb und wurde mit einem Richtknüppel gesteuert. Sie wurde durch drei Kreisel stabilisiert. Zwei Kipp- und Kantkreisel neutralisierten die Seebewegung und ein Azimut-Kreisel die Drehbewegungen des Bootes.
Betätigte man das linke Pedal/Rechnerpedal blieben OGR 7 und Geschütze automatisch immer auf das Ziel gerichtet, egal welche Bewegungen das Boot machte. Das Ziel wurde optisch über ein außen liegendes Hilfsvisier grob aufgefasst, dann sah man durch die Optik und nahm das Ziel ins Fadenkreuz. An der Optik waren verschiedene Einstellungsmöglichkeiten wie Vergrößerung und verschiedene Filter verfügbar.
Mittels verschiedener Einstellmöglichkeiten konnte man Entfernung und Geschwindigkeit des Gegners einstellen. Durch Betätigung der linken Fußtaste wurde automatisch der richtige Vorhaltewinkel für die Geschütze gewählt. Betätigte man zu dem linken Pedal noch das rechte, feuerten die Geschütze. Die Trefferwahrscheinlichkeit war bedeutend größer als mit dem einfachen optischen Richten vom Geschütz aus.